# Jan Knobloch-Madelon
Jan Knobloch-Madelon (20. července 1905 Žižkov – 3. srpna 1976) byl český fotbalista a trenér, československý reprezentant.

## Sportovní kariéra
Hrál nejčastěji jako levý záložník. Byl charakterizován jako chytrý a houževnatý fotbalista. Přezdívku Madelon získal podle své oblíbené písničky.
Byl odchovanec týmu Staroměstská Olympie, pak odešel do Unionu Žižkov a v roce 1927 do pražské Sparty. Na rok a půl byl zapůjčen do AFK Vršovice. Ve Spartě odehrál v letech 1927 až 1934 celkem 251 zápasů a ligové působení skončil ve Vršovicích.
Za československou reprezentaci odehrál 18 utkání a vstřelil 1 gól (v přátelském zápase s Jugoslávií roku 1929). Mistr Československa z roku 1932, titul získal se Spartou Praha.

## Trenér
Po skončení aktivní fotbalové kariéry pracoval jako trenér mládeže a v roce 1948 jako trenér vedl národní mužstvo (ve dvou zápasech).